# Moiré (Rodano)
Moiré è un comune francese di 213 abitanti situato nel dipartimento del Rodano nella regione Alvernia-Rodano-Alpi.

## Società

### Evoluzione demografica
Abitanti censiti